# توماس وات غريغوري
توماس وات غريغوري (بالإنجليزية: Thomas Watt Gregory) (و. 1861 – 1933 م) هو محام من الولايات المتحدة الأمريكية ولد في الولايات المتحدة الأمريكية.
تولى منصب نائب عام الولايات المتحدة .وهو عضو في الحزب الديمقراطي الأمريكي .